# Superman (album Arasha)
Superman – trzeci album studyjny szwedzko–irańskiego piosenkarza Arasha, wydany 4 listopada 2014 przez Broma 16.

## Lista utworów
Źródło: Discogs
| Nr  | Tytuł                                                          | Długość |
| --- | -------------------------------------------------------------- | ------- |
| 1.  | „One Day” (feat. Helena)                                       | 3:33    |
| 2.  | „Sex Love Rock N Roll (SLR)” (feat. T-Pain)                    | 2:58    |
| 3.  | „Tekoon Bede”                                                  | 2:39    |
| 4.  | „Superman” (feat. Nyanda)                                      | 3:31    |
| 5.  | „Ba Man Soot Bezan”                                            | 3:31    |
| 6.  | „She Makes Me Go” (feat. Sean Paul)                            | 2:58    |
| 7.  | „Doga Doga” (feat. Medina)                                     | 3:16    |
| 8.  | „Ma Bala”                                                      | 3:11    |
| 9.  | „Delhore” (feat. Nyanda)                                       | 3:20    |
| 10. | „Melody”                                                       | 3:12    |
| 11. | „Broken Angel” (feat. Helena)                                  | 3:12    |
| 12. | „Che Konam”                                                    | 3:04    |
| 13. | „On Est La”                                                    | 3:02    |
| 14. | „Boro Boro” (feat. Nexus)                                      | 2:56    |
| 15. | „Sex Love Rock n Roll (SLR)” [feat. T-Pain] [Basshunter Remix] | 3:49    |
| 16. | „One Day” (feat. Helena) [Golden Star Mix]                     | 3:00    |
| 17. | „Iran Iran World Cup 2014”                                     | 3:14    |
|     | „Digital Booklet – Superman”                                   | –       |

## Single

### Notowania na listach przebojów
| Rok                          | Tytuł                                       | Najwyższe pozycje na listach | Najwyższe pozycje na listach | Najwyższe pozycje na listach | Najwyższe pozycje na listach | Najwyższe pozycje na listach | Najwyższe pozycje na listach | Najwyższe pozycje na listach | Certyfikat                | Sprzedaż                     |
| Rok                          | Tytuł                                       | SWE                          | FIN                          | GER                          | AUT                          | SWI                          | FRA                          | BEL (WAL)                    | Certyfikat                | Sprzedaż                     |
| ---------------------------- | ------------------------------------------- | ---------------------------- | ---------------------------- | ---------------------------- | ---------------------------- | ---------------------------- | ---------------------------- | ---------------------------- | ------------------------- | ---------------------------- |
| 2010                         | „Broken Angel” (feat. Helena)               | –                            | –                            | –                            | –                            | –                            | –                            | –                            |                           |                              |
| 2012                         | „Melody”                                    | –                            | –                            | –                            | –                            | –                            | –                            | –                            |                           |                              |
| 2012                         | „She Makes Me Go” (feat. Sean Paul)         | 55                           | 11                           | 5                            | 8                            | 13                           | 16                           | 24                           | - GER: złoto - SWI: złoto | - GER: 150 000 - SWI: 15 000 |
| 2014                         | „One Day” (feat. Helena)                    | –                            | –                            | –                            | –                            | –                            | –                            | –                            |                           |                              |
| 2014                         | „Sex Love Rock n Roll (SLR)” (feat. T-Pain) | –                            | –                            | 52                           | 68                           | –                            | –                            | –                            |                           |                              |
| „–” singel nie był notowany. |                                             |                              |                              |                              |                              |                              |                              |                              |                           |                              |